# 3 décembre 1990
Le lundi 3 décembre 1990 est le 337e jour de l'année 1990.

## Naissances
- Altobeli da Silva, athlète brésilien
- Anna Sen, joueuse russe de handball
- Christian Benteke, joueur belge de football
- Fausto Rossi, joueur italien de football
- Idrissa Sylla, joueur guinéen de football
- Jenny Ozorai, athlète hongroise
- Leopold Novak, joueur croate football
- Long Qingquan, haltérophile chinois
- Miguel González, joueur vénézuélien de base-ball
- Mike Tauchman, joueur américain de base-ball
- Peter Koning, coureur cycliste néerlandais
- Serginho, joueur brésilien de football
- Sharon Fichman, joueuse de tennis canadienne
- Takuji Yonemoto, joueur japonais de football

## Décès
- Patrick Van Antwerpen (né le 17 mai 1944), réalisateur belge
- Rolf Hansen (né le 12 décembre 1904), réalisateur allemand

## Événements
- Collision au sol de Détroit d'un Boeing 727 et d'un DC 9, entraînant la mort de 8 personnes
- Le Carapintada Mohamed Alí Seineldín tente un soulèvement militaire en Argentine contre le gouvernement de Carlos Menem, lequel réprime la conspiration puis condamne à perpétuité le soldat
- Réunification officielle de Beyrouth